# Литва на зимних Олимпийских играх 1994
Литва принимала участие в Зимних Олимпийских играх 1994 года в Лиллехамере (Норвегия) в третий раз за свою историю, но не завоевала ни одной медали. Сборную страны представляли 6 спортсменов, из которых 3 женщины.

## Состав сборной
Биатлон
1. Гинтарас Ясинскас
2. Казимира Стролене

 Лыжные гонки
1. Ричардас Панавас
2. Вида Венцене

 Фигурное катание
1. Повилас Ванагас
2. Маргарита Дробязко

## Результаты соревнований

### Биатлон
Спортсменов — 2
Мужчины
| Соревнование         | Спортсмены        | Стрельба | Результат | Отставание | Место |
| -------------------- | ----------------- | -------- | --------- | ---------- | ----- |
| Спринт               | Гинтарас Ясинскас | 2+1      | 32:15,4   | +4:08,4    | 55    |
| Индивидуальная гонка | Гинтарас Ясинскас | 2+1+0+3  | 1:04:08,9 | +6:43,6    | 58    |

Женщины
| Соревнование         | Спортсмены        | Стрельба | Результат | Отставание | Место |
| -------------------- | ----------------- | -------- | --------- | ---------- | ----- |
| Спринт               | Казимира Стролене | 4        | 29:16.6   | +3:07.8    | 48    |
| Индивидуальная гонка | Казимира Стролене | 8        | 1'00:55.8 | +8:49.2    | 62    |

### Лыжные гонки
Спортсменов — 2
Мужчины
| Соревнование                                | Спортсмены       | Результат | Место |
| ------------------------------------------- | ---------------- | --------- | ----- |
| 10 км классическим стилем, раздельный старт | Ричардас Панавас | 26:46.1   | 38    |
| 15 км свободным стилем, гонка преследования | Ричардас Панавас | 42:52.5   | 48    |
| 30 км свободным стилем, раздельный старт    | Ричардас Панавас | DNF       | -     |
| 50 км классическим стилем, раздельный старт | Ричардас Панавас | 2'19:01.3 | 32    |

Женщины
| Соревнование                                | Спортсмены   | Результат | Место |
| ------------------------------------------- | ------------ | --------- | ----- |
| 15 км свободным стилем, раздельный старт    | Вида Венцене | 45:41.2   | 32    |
| 5 км классическим стилем, раздельный старт  | Вида Венцене | DNF       | -     |
| 30 км классическим стилем, раздельный старт | Вида Венцене | 1'32:18.9 | 25    |

### Фигурное катание
Спортсменов — 2
| Спортсмены                         | Соревнования  | CD1   | CD2   | OD    | FD    | Результат | Результат |
| Спортсмены                         | Соревнования  | Место | Место | Место | Место | Место     | Место     |
| ---------------------------------- | ------------- | ----- | ----- | ----- | ----- | --------- | --------- |
| Маргарита Дробязко Повилас Ванагас | Танцы на льду | 13    | 13    | 12    | 12    | 24.40     | 12        |